# Mariana (film)
Pour les articles homonymes, voir Mariana.
Pour plus de détails, voir Fiche technique et Distribution.
Mariana (Los Perros) est un film chilien réalisé par Marcela Said, sorti en 2017.

## Synopsis
Le portrait d'une épouse capricieuse et, néanmoins, conformiste de la bourgeoisie chilienne.

## Fiche technique
- Titre original : Los Perros
- Titre français : Mariana
- Réalisation : Marcela Said
- Scénario : Marcela Said
- Photographie : Georges Lechaptois
- Montage : Jean de Certeau
- Pays d'origine : Chili
- Format : Couleurs - 35 mm - 2,35:1
- Genre : drame
- Durée :
- Dates de sortie :
  -  France : 18 mai 2017 (Festival de Cannes 2017 - Semaine de la critique), 13 décembre 2017 (sortie nationale)
  -  Chili : 15 mars 2018

## Distribution
- Antonia Zegers : Mariana
- Alfredo Castro : Juan, le colonel
- Alejandro Sieveking : Francisco, le père
- Rafael Spregelburd : Pedro, le mari
- Elvis Fuentes : Javier, le policier
- Juana Viale : Antonia, la belle-sœur

## Sortie

### Accueil critique
En France, l'accueil critique est positif : le site Allociné recense une moyenne des critiques presse de 3,4/5, et des critiques spectateurs à 3,3/5. 

## Distinctions

### Récompenses
- Festival international du film de Saint-Sébastien 2017 : Prix du meilleur film de la sélection Horizontes latinos[2].
- Festival Biarritz Amérique latine 2017 : Prix du jury[3].

### Sélections
- Festival de Cannes 2017 : en section Semaine de la Critique.
- Arras Film Festival 2017 : en sélection Cinémas du monde.

## Revue de presse
- Olivier Pélisson, " La Femme et les chiens ", Bande à Part, 11 décembre 2017